# Joost Schmidt

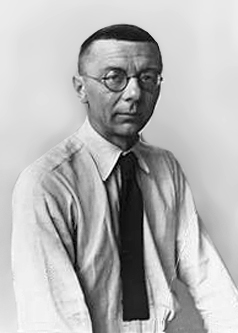
Joost Schmidt, Dessau 1932.

Joost Schmidt (5 de enero de 1893 - 2 de diciembre de 1948 ) fue un pintor, tipógrafo y maestro de la Bauhaus.
Nació en Wunstorf, en la Baja Sajonia. Vivió de niño en Hamein. En 1910 estudió pintura, como becario, en la Escuela Superior de Bellas Artes de Weimar. En 1914 alcanzó el grado de profesor y el diploma en pintura. Durante la Primera Guerra Mundial sirvió en la infantería. Herido hacia fines de la guerra, cayó prisionero de los americanos y en 1919 volvió a Weimar. En la Bauhaus estudió escultura, graduándose como operario. También colaboró en la imprenta. Destacó con sus trabajos tipográficos y durante la exposición de 1923 realizó cuatro relieves murales para el vestíbulo del edificio principal.
En la Bauhaus era muy apreciado por todos, por sus cualidades humanas y por sus dotes pedagógicas. Al partir Herbert Bayer en 1928 se hizo cargo también de la imprenta (tipografía y gráfica publicitaria); antes ya había enseñado diseño de caracteres tipográficos. Una de sus contribuciones más originales fue en el campo de la técnica de la exposición. Después de la clausura de la Bauhaus de Dessau, trabajó durante algún tiempo con Hugo Haring, y en la Reimann Schule.

## Galería

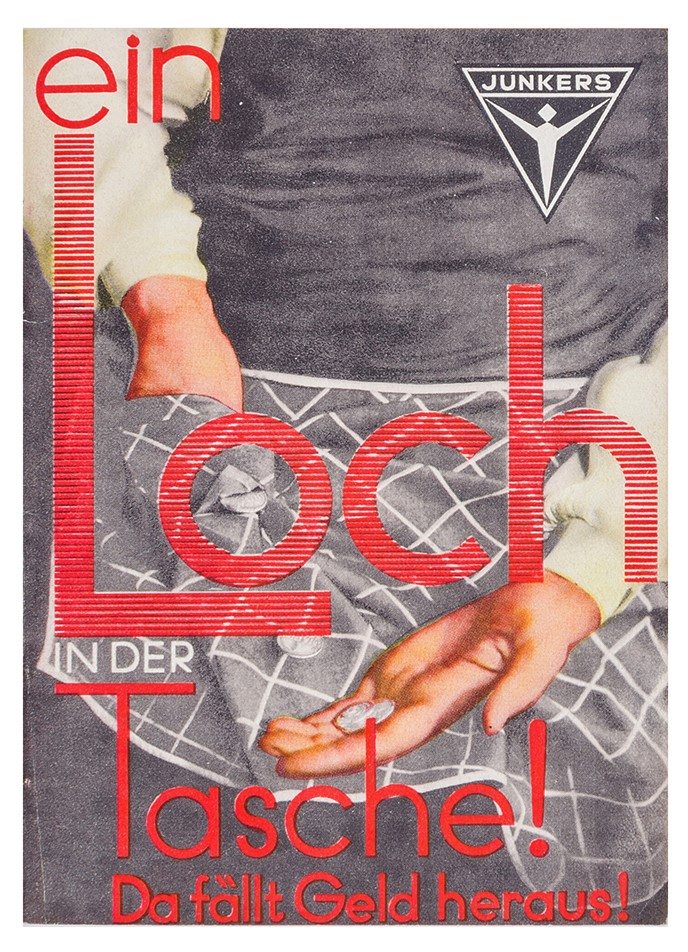
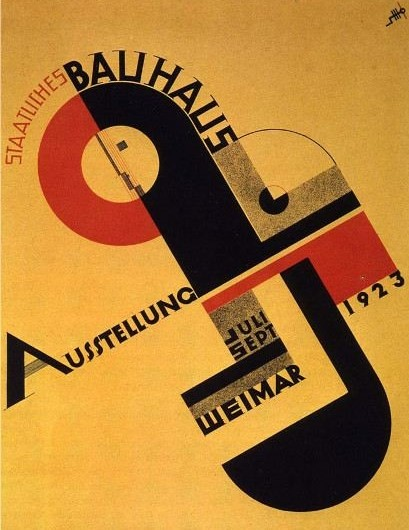
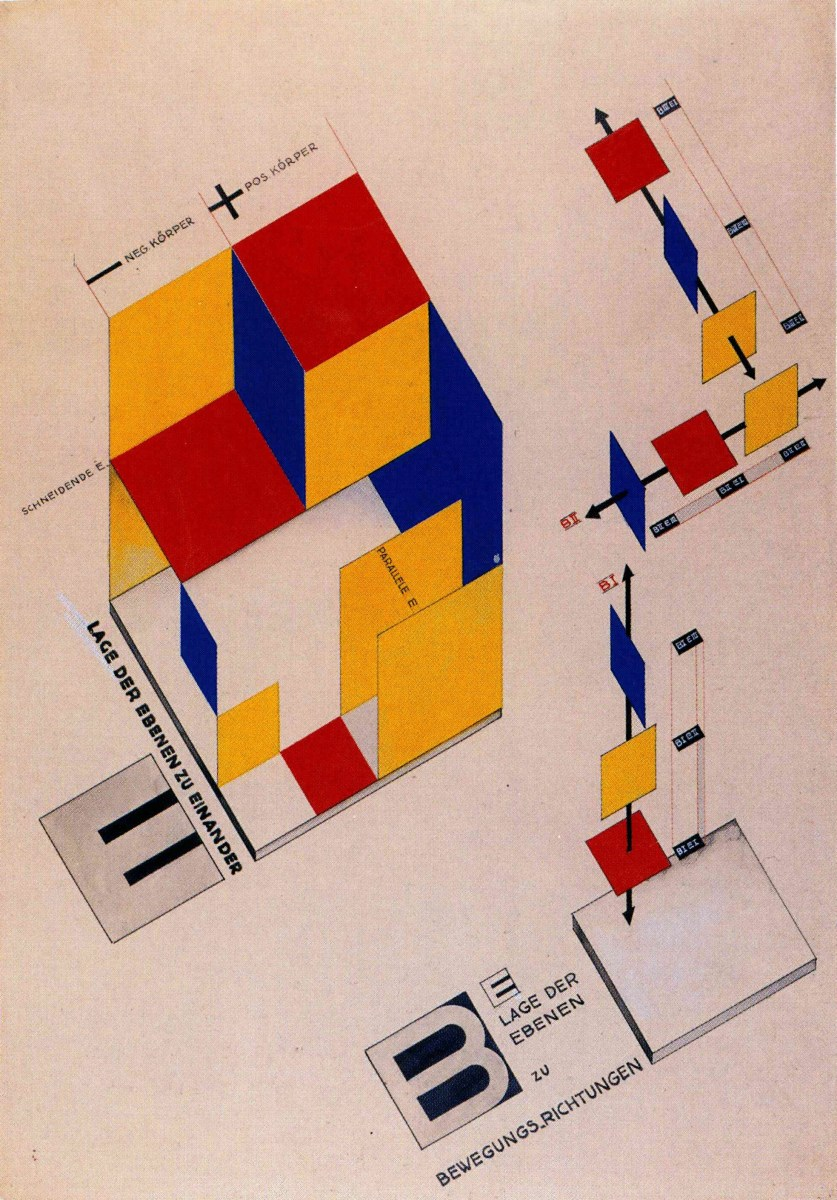
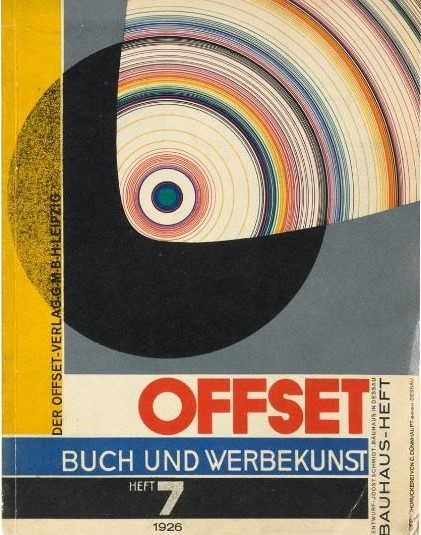